# Business Bay (metropolitana di Dubai)
Business Bay (in arabo الخليج التجاري‎?) è una stazione della linea rossa della metropolitana di Dubai. Serve il distretto finanziario di Business Bay ed è situata all'intersezione tra la Sheikh Zayed Road e la 35th Street.

## Storia
È stata inaugurata il 15 ottobre 2010 con l'apertura del tratto Business Bay-Jumeirah Lake Towers.